# Château de Dracy
Ne doit pas être confondu avec Château de Dracy-lès-Couches.
Le château de Dracy est un château situé à Dracy, en France.

## Localisation
Le château est situé dans le département français de l'Yonne, sur la commune de Dracy.

## Historique
L'édifice est inscrit au titre des monuments historiques en 1979.